# Иван Козарев (комунист)
 Тази статия е за партизанина.  За просветния деец вижте Иван Козарев (просветен деец).  
Иван Йорданов Козарев с псевдоним Балкан е деец на Вътрешната македонска революционна организация (обединена) и Българската работническа партия (комунисти). Участник в комунистическото партизанско движение по време на Втората световна война, като е смятан за първия партизанин в България. Командир е на чета от Партизанския отряд „Никола Парапунов“.

## Биография
Иван Козарев е роден през януари 1901 година в село Добринища, тогава в Османската империя. Завършва прогимназия в родното си село. Става член на комунистическата партия и участва в Септемврийското въстание през 1923 година в Добринища, което за кратко е превзето от въстаниците. След като на 25 септември 1923 година селото е овладяно от чети на Вътрешната македонска революционна организация, Козарев е арестуван. След създаването на ВМРО (обединена) през 1925 година, става неин член. Заради тази си дейност многократно е арестуван. През 1935 година вследствие на предателство, попада в затвора, където лежи до 1938 година.
През февруари 1941 година, поради опасност от арест, Козарев минава в нелегалност. На 27 юни 1941 година край построения от него рибарник в местността Струго над Добринища, при опит да бъде заловен от група полицаи, Козарев убива двама от тях и става нелегален. Това става четири дни след началото на войната на Германия срещу Съветския съюз и два дни след поетия от БРП (к) курс на въоръжена борба. На 26 юли 1941 година, заедно с Никола Парапунов създава в околностите на Разлог първата партизанска чета в България. Приема партизанско име Балкан, но въпреки това и другите факти, свидетелстващи за българското му самосъзнание, югославската и северномакедонската историография го представя за „македонски националноосвободителен деец“. Командир е на чета от Партизанския отряд „Никола Парапунов“. В продължение на близо три години Козарев и бойните му другари организират атаки срещу официалните власти и винаги успяват да се измъкнат невредими от престрелките. Загива през нощта на 31 март срещу 1 април 1944 година близо до Добринища, като е убит погрешка от своя ятак Александър Пицин от Банско, който не го разпознава в тъмното.